# Delfor Minervino
Delfor Minervino (Luján, Buenos Aires, 10 de abril de 1996) es un futbolista argentino que se desempeña como lateral derecho. Su actual club es el Club Atlético Estudiantes.

## Trayectoria

### Inicios
Delfor surgió de una escuela de baby futbol en su localidad natal, Luján, en un club llamado Parque Esperanza.

### Club Luján (2014-2019)
Luego de pasar casi toda su adolescencia en clubes de barrio, Minervino llegó a integrar las inferiores del Club Luján hasta llegar a primera del equipo, en el año 2014 (suplente) y debutando en 2015. Durante su estadía hasta el año 2019, Delfor Minervino logró disputar 76 partidos, convirtiendo 6 goles y vistiendo la cinta de capitán.

### Sportivo Italiano (2019-2020)
Tuvo un breve paso por el Club Sportivo Italiano, donde llegó a jugar 21 partidos y marcó un gol en el Campeonato Transición de Primera C.

### Los Andes (2021 - Actualidad)
Llegó al Club Atlético Los Andes de forma libre, durante la dirección de Germán Cavalieri, en el verano del 2021. Hasta la actualidad, logró el puesto de titular y participó en 17 partidos, convirtiendo 3 veces.

## Clubes
| Club                                            | País      | Año         |
| ----------------------------------------------- | --------- | ----------- |
| Luján                                           | Argentina | 2017 - 2019 |
| Sportivo Italiano                               | Argentina | 2019 - 2020 |
| Los Andes                                       | Argentina | 2020 - 2021 |
| Estudiantes                                     | Argentina | 2021 -      |
| Central Córdoba de Santiago del Estero (Cedido) | Argentina | 2023        |
| Deportivo Riestra (Cedido)                      | Argentina | 2024        |